# Bāʾ
Bāʾ (ب) – druga litera alfabetu arabskiego. Używana jest do oznaczenia dźwięku [b], tj. spółgłoski zwartej dwuwargowej dźwięcznej. Pochodzi od fenickiej litery Bet.
W języku polskim litera Bāʾ jest transkrybowana przy pomocy litery B.
W arabskim systemie liczbowym literze Bāʾ odpowiada cyfra 2.

## Postacie litery
| Postać: | izolowana | końcowa | środkowa | początkowa |
| ------- | --------- | ------- | -------- | ---------- |
| Wygląd: | ب‬         | ـب‬      | ـبـ‬      | بـ‬         |

## Kodowanie
| Znak                   | ب                 | ب                 |
| ---------------------- | ----------------- | ----------------- |
| Nazwa w Unikodzie      | Arabic Letter Beh | Arabic Letter Beh |
| Kodowanie              | dziesiątkowo      | szesnastkowo      |
| Unicode                | 1576              | U+0628            |
| UTF-8                  | 216 168           | d8 a8             |
| Odwołania znakowe SGML | &#1576;           | &#x0628;          |